# 7,5 cm PaK 97/38
7,5 cm PaK 97/38 (Panzerabwehrkanone 97/38, pol. armata przeciwpancerna wzór 97/38) – niemiecka armata przeciwpancerna kalibru 75 mm z okresu II wojny światowej, uzyskana z połączenia luf zdobycznych dział francuskich Canon de 75 mle 1897 z łożami niemieckich armat 5 cm PaK 38. Do 1943 wyprodukowano około 3,7 tysiąca tych dział. Opracowano je w celu szybkiego wprowadzenia do służby większej liczby armat przeciwpancernych zdolnych do walki z radzieckimi czołgami T-34 i KW – podobnym rozwiązaniem była armata 7,62 cm PaK 36(r).
Niemcy uruchomili masową produkcję pocisków kumulacyjnych dla tych dział. Używali również zdobycznej amunicji polskiej i francuskiej.
Około 160 dział Canon de 75 mle 1897 zamontowano również na łożach niemieckich armat 7,5 cm PaK 40. Działa te nosiły oznaczenie PaK 97/40.